# Honne et tatemae
 (février 2020).
- Si vous ne connaissez pas le sujet, laissez ce bandeau (vous pouvez alors contacter les auteurs).
- Si vous supprimez le contenu mis en cause (vous pouvez préalablement contacter les auteurs),

argumentez précisément cette suppression dans la page de discussion
(un manque de référence n'est pas un argument ; une recherche réelle de référence doit avoir été effectuée, être formellement documentée).
Pour les articles homonymes, voir Hönne.
Honne et tatemae sont des mots japonais qui décrivent le contraste entre les véritables sentiments et désirs hon'ne (本音, « vrai son ») d'une personne et la conduite et les opinions qu'elle expose en public tatemae (建前, lit. « fabriqué devant », « façade »). En somme, ce qui différencie l'être du paraître.
Les honne peuvent être opposés à ce qui est attendu par la société ou ce qui est nécessaire selon la position et les circonstances et ils sont souvent tenus secrets, sauf avec les amis les plus proches. Les tatemae correspondent à ce qui est attendu par la société et nécessaire selon la position et les circonstances et peuvent ou pas correspondre à l'un des honne. Ces termes sont équivalents au concept commun de visage public et privé qui fait partie de toutes les cultures.
Certains considèrent le clivage honne-tatemae comme d'une importance primordiale dans la culture du Japon.

## Origine
Honne et tatemae sont une nécessité culturelle conséquence d'un grand nombre de personnes vivant dans une relativement petite nation insulaire. Une étroite coopération et l'évitement de conflit sont considérés comme d'une importance vitale dans la vie quotidienne. Pour cette raison, les Japonais ont tendance à aller très loin pour éviter les conflits, en particulier dans le contexte des grands groupes.
Le conflit entre honne et giri (obligations sociales) est l'un des principaux sujets du théâtre japonais à travers les âges. Par exemple, le protagoniste doit choisir entre l'exécution de ses obligations envers sa famille ou son seigneur féodal ou la poursuite d'une histoire d'amour secrète.
Le même concept dans la culture chinoise est appelé « face intérieure » et « face extérieure », les deux entrant aussi souvent en conflit.

## Effet
Les phénomènes contemporains tels que le hikikomori et les célibataires parasites sont considérés comme des exemples de problème croissant dans la culture japonaise récente de la nouvelle génération qui grandit sans être en mesure de composer avec les complexités des honne-tatemae et la pression d'une société toujours plus matérialiste.
Le débat pour savoir si les tatemae et honne sont un phénomène typiquement japonais se poursuit au Japon, en particulier chez les Japonais qui estiment que leur culture est la seule à posséder les concepts d'« esprit privé » et « esprit public ». Bien qu'il n'y ait peut-être pas de traduction directe en un mot unique pour honne et tatemae dans certaines langues, il existe des descriptions en deux mots comme « esprit privé » et « esprit public » en français par exemple. Certains suggèrent que la nécessité de mots explicites pour tatemae et honne dans la culture japonaise est la preuve que le concept est relativement nouveau au Japon tandis que sa compréhension tacite dans beaucoup d'autres cultures indique une intériorisation plus profonde du concept. En tout cas, toutes les cultures ont des conventions qui permettent de déterminer la communication et le comportement appropriés dans divers contextes sociaux qui sont implicitement compris sans nom explicite pour les mœurs sur lesquelles les conventions sont fondées.